# Ruanda ai Giochi della XXVIII Olimpiade
Il Ruanda partecipò ai Giochi della XXVIII Olimpiade, svoltisi ad Atene, Grecia, dal 13 al 29 agosto 2004, con una delegazione di 5 atleti impegnati in due discipline.

## Risultati

### Atletica leggera
| Q | Qualificato al turno successivo per la Classifica in qualificazione                                                          |
| q | Qualificato per il turno successivo per ripescaggio o, negli eventi su campo, conquistando la misura minima per qualificarsi |

Maschile
Eventi su pista e strada
| Atleta              | Evento        | Finale    | Finale     |
| Atleta              | Evento        | Risultato | Classifica |
| ------------------- | ------------- | --------- | ---------- |
| Dieudonné Disi      | 10000 m piani | 28'43"19  | 17º        |
| Mathias Ntawulikura | Maratona      | 2h26'05   | 62º        |

Femminile
Eventi su pista e strada
| Atleta                | Evento   | Finale    | Finale     |
| Atleta                | Evento   | Risultato | Classifica |
| --------------------- | -------- | --------- | ---------- |
| Épiphanie Nyirabaramé | Maratona | 2h52'50   | 54ª        |

### Nuoto
Maschile
| Atleta        | Evento            | Batteria  | Batteria   | Semifinale      | Semifinale      | Finale          | Finale          |
| Atleta        | Evento            | Risultato | Classifica | Risultato       | Classifica      | Risultato       | Classifica      |
| ------------- | ----------------- | --------- | ---------- | --------------- | --------------- | --------------- | --------------- |
| Leonce Sekama | 50 m stile libero | 28"99     | 78º        | non qualificato | non qualificato | non qualificato | non qualificato |

Femminile
| Atleta             | Evento     | Batteria  | Batteria   | Semifinale      | Semifinale      | Finale          | Finale          |
| Atleta             | Evento     | Risultato | Classifica | Risultato       | Classifica      | Risultato       | Classifica      |
| ------------------ | ---------- | --------- | ---------- | --------------- | --------------- | --------------- | --------------- |
| Pamela Girimbabazi | 100 m rana | 1'50"39   | 48ª        | non qualificata | non qualificata | non qualificata | non qualificata |